# GU Андромеды
GU Андромеды (лат. GU Andromedae) — одиночная переменная звезда в созвездии Андромеды на расстоянии (вычисленном из значения параллакса) приблизительно 11 тысяч световых лет (около 3500 парсеков) от Солнца. Видимая звёздная величина звезды — от +18,2m до +13,9m.

## Характеристики
GU Андромеды — красная пульсирующая переменная звезда, мирида (M) спектрального класса M. Эффективная температура — около 3286 K.
Переменность звезды была открыта Николаем Ефимовичем Курочкиным в  1971 году по результатам анализа фотографий 40-ка сантиметрового астрографа Крымской обсерватории. Звезде было дано обозначение СПЗ 1666(SVS 1666). Был установлен тип переменности (мирида), диапазон блеска (от +13,9 до +16,5m) и период (280 дней), что хорошо согласуется с современными данными.